# Rosetta Garden
Rosetta Garden（ロゼッタガーデン）は、日本のバンド。真心ブラザーズの桜井秀俊が活動休止後はじめたポップス・ユニットである。2005年に真心ブラザーズが再結成された後は活動せず。

## メンバー
- 大野由花（ボーカル）
  - Rosetta Garden休止後は「Jay」名義でソロデビュー。
- 桜井秀俊（ギター）

## ディスコグラフィ

### シングル
- 月の窓（2003年4月9日/2004年7月7日）
  1. 月の窓
  2. Baby
- 虹を越えて（2003年8月20日/2004年7月7日） - TBS系テレビ『日立 世界・ふしぎ発見!』エンディングテーマ（2003年8、9月）
  1. 虹を越えて
  2. 逃げろ!
  3. さよなら美しく燃え尽きる光

### アルバム
- Rosetta Garden（2003年9月18日）
  1. Baby(Album Mix)
  2. Jeep Way Letter
  3. Fool for You
  4. Thinking of You
  5. 虹を越えて
  6. 夜明けの海
  7. 恋は水色
  8. Too High
  9. 月の窓(Album Mix)
  10. 傷と処方箋
  11. 特別
- heavenly flavor（2004年10月20日）ミニアルバム
  1. Only Kiss
  2. Southern Storm
  3. Body as Machine
  4. From my room～To your town
  5. 雨

### 参加作品
- 真心COVERS（2004年9月1日）

7.スタンダード3